# Sauro Pennacchioli
Sauro Pennacchioli (Matelica, 25 marzo 1960) è un fumettista italiano.

## Biografia
Si avvicina ai fumetti insieme al fratello Gabriele Pennacchioli con il quale realizza alcune storie per riviste dalla breve vita. Nel 1978 è fra i fondatori di Smemoranda e, nel 1979, sempre col fratello, idea e pubblica in proprio, Birba, una rivista antologica con storie a fumetti di autori underground americani, francesi e italiani. Esordisce come autore collaborando con lo studio Staff di If realizzando alcune storie per la serie per adulti Storie Viola e Storie Blu per poi divenire autore freelance, scrivendo sceneggiature per le principali riviste a fumetti italiane come Topolino, Intrepido e Il Giornalino.  Nei primi anni ottanta collabora con le riviste Lanciostory e Skorpio. Durante la moda dei paninari, scrive e dirige dal 1986 al 1987 la rivista Cucador per la Garden Editoriale, poi scrive per la Mondadori storie a fumetti per la serie Masters of the Universe ispirata ai giocattoli della Mattel e, per la Fabbri editore, per la serie Calimero. Negli anni ottanta e novanta sempre come sceneggiatore lavora per la Sergio Bonelli Editore scrivendo storie della serie Martin Mystère e Zona X. Collabora anche con la ACME scrivendo per la rivista Splatter.Dal 1988 collabora con la Play Press come consulente per i fumetti della Marvel oltre che come sceneggiatore ideando e scrivendo per circa due anni la serie gialla Balboa prima di passare nel 1992 a collaborare come curatore al rilancio dell'Intrepido. Sotto la sua direzione, la storica testata cambia radicalmente pubblicando fumetti scritti da giovani autori come Michelangelo La Neve, Giuseppe De Nardo, Paolo Aleandri, Vincenzo Perrone. Dal 1991 al 1993 per la De Agostini scrive una serie a fumetti pubblicata nella collana Il Libro della Giungla ispirata all'omonimo romanzo e un'altra dedicata a Cristoforo Colombo e pubblicata nella collana Alla Scoperta dell'America.
Successivamente interrompe l'attività di autore per dedicarsi dal 2000 al giornalismo ma continuando a occuparsi anche di fumetti come critico e storico. Attualmente è direttore della webzine culturale GiornalePop e principale conduttore del programma in lingua italiana di Radio Seventies Berlin. 